# Ratusz w Pasymiu
Ratusz w Pasymiu – budynek ratusza miejskiego zlokalizowany w północnej części Rynku w Pasymiu (województwo warmińsko-mazurskie).
Ratusz jest neogotyckim budynkiem wzniesionym na planie prostokąta z niewielką wieżą w stylu renesansowym. Wybudowany został w latach 1854–1855 w miejscu dawnego średniowiecznego ratusza. Zaprojektowany został przez Karla Junlera. Obiekt jest dwukondygnacyjny, posadowiony na wysokich piwnicach.